# Wintrust Arena
Die Wintrust Arena (vollständiger Name: Wintrust Arena at McCormick Square) ist eine Mehrzweckhalle in der US-amerikanischen Millionenstadt Chicago im Bundesstaat Illinois. Die Halle gehört zum 1960 eröffneten McCormick Place, dem größten Kongresszentrum in Nordamerika. Es ist neben dem Navy Pier im Besitz der Metropolitan Pier and Exposition Authority (MPEA). Sie ist seit 2017 die sportliche Heimat der DePaul Blue Demons (NCAA-College-Basketball, Männer und Frauen, Big East Conference). Seit 2018 ist auch die Frauen-Basketballmannschaft der Chicago Sky (Women’s National Basketball Association) in der Arena beheimatet.

## Geschichte
Am 16. Mai 2013 hatte Bürgermeister Rahm Emanuel den Bau einer neuen Mehrzweckhalle angekündigt. Der Komplex des McCormick Place im Bezirk Near South Side sollte um eine große Veranstaltungshalle ergänzt werden. Das Projekt sollte anfänglich zur Saison 2016/17 fertiggestellt sein. Die Baukosten von 173 Mio. US-Dollar sollten sich in einer öffentlich-privaten Partnerschaft die DePaul University (70 Mio. US-Dollar), die MPEA (70 Mio. US-Dollar) und die Stadt durch Steuereinnahmen (33 Mio. US-Dollar) teilen. Neben Kongress- und Unterhaltungsveranstaltungen waren als Hauptmieter die Frauen- und Männer-Basketballmannschaften der DePaul University vorgesehen. Sie trugen über Jahrzehnte (von 1980 bis 2017) ihre Partien in der Allstate Arena in Rosemont, außerhalb von Chicago, aus. Die Universität suchte zuvor eine neue Spielstätte. Im November 2012 lehnte man einen mietfreien Vertrag über zehn Jahre mit dem United Center ab. Stattdessen verlängerte man jährlich den Vertrag mit der Allstate Arena, bis eine neue Arena verfügbar ist. Mit dem Entwurf wurde das Architekturbüro von César Pelli, Pelli Clarke Pelli Architects, von einem neunköpfigen Gremium aus Vertretern der MPEA, der Stadt Chicago und der DePaul University, betraut. Das Konzept sah ein geschwungenes Dach, vier transparente Seiten und ein Angebot von rund 10.000 Plätzen vor. Die Universität ist zahlender Mieter der neuen Spielstätte, darf aber die Einnahmen aus einem Sponsorenvertrag für den Namen behalten.
Am 16. November 2015 wurde der erste, symbolische, Spatenstich für die neue Sportstätte an der Ecke Cermak Road und Indiana Avenue gesetzt. Neben Bürgermeister Rahm Emanuel und dem damaligen Präsidenten der Universität, Hochwürden Dennis H. Holtschneider, waren Vertreter der MPEA, u. a. Vorsitzender Jack Greenberg und CEO Lori Healey, anwesend. Der Plan sah die Fertigstellung und Eröffnung zur Saison 2017/18 vor.
Am 16. November 2016 gab die Universität den Abschluss eines Sponsoringvertrages über den zukünftigen Namen der Mehrzweckarena bekannt. Es wurde mit der Finanz-Holding Wintrust Financial eine Vereinbarung über 15 Jahre ausgehandelt. Über den finanziellen Rahmen des Vertrages wurden keine Angaben gemacht. Im Jahr zuvor unterschrieb die Universität einen Mietvertrag für die Halle über 50 Jahre. Neben der Veranstaltungshalle auf der gegenüberliegenden Straßenseite entstand das Marriott Marquis Chicago, ein 40 Stockwerke hohes Hotel mit 1.206 Zimmern. Die Veranstaltungsarena liegt 3,5 bis 4 Kilometer nördlich vom Campus der DePaul University entfernt. Beide Standorte sind über die Green Line der Chicago Elevated miteinander verbunden. Im weiteren Umfeld befindet sich der Michigansee und das Soldier Field, die Spielstätte der Chicago Bears aus der National Football League (NFL).
Rund zwei Jahre nach Baubeginn wurde die Wintrust Arena am 14. Oktober 2017 im Rahmen eines Open House eingeweiht. Zuvor gab es am 25. September ein kleines Konzert der Rockband REO Speedwagon vor Mitarbeitern der Baumarktkette True Value. Bei der ersten öffentlichen Veranstaltung traten am 27. Oktober des Jahres Bob Dylan und die Blues- und Soulsängerin Mavis Staples zu einem Konzert auf. Die beiden Teams der DePaul University treten jeweils zu 23 Heimspielen pro Saison in der neuen Heimat an. Hinzu kommen die jährlich 17 Partien der Chicago Sky. Zum Zeitpunkt der Eröffnung waren 50 Veranstaltungen für die Arena gebucht.
Nachdem die Chicago Sky von 2010 bis 2017 in der Allstate Arena beheimatet waren, kündigte das Franchise Anfang Februar 2018 den Umzug in die Wintrust Arena an.
Die Wintrust Arena mit 300.000 sq ft (rund 27.871 m²) Fläche bietet 10.387 Sitzplätze. Hinzu kommen 22 Luxus-Suiten und 479 Clubsitze. Letztlich finanzierte die DePaul University und die MPEA ohne Steuergelder in einer öffentlich-privaten Partnerschaft die Kosten von 150 Mio. US-Dollar. Der Bau blieb innerhalb des Budgets und mit 23 Monaten Bauzeit im Zeitplan.

## Galerie

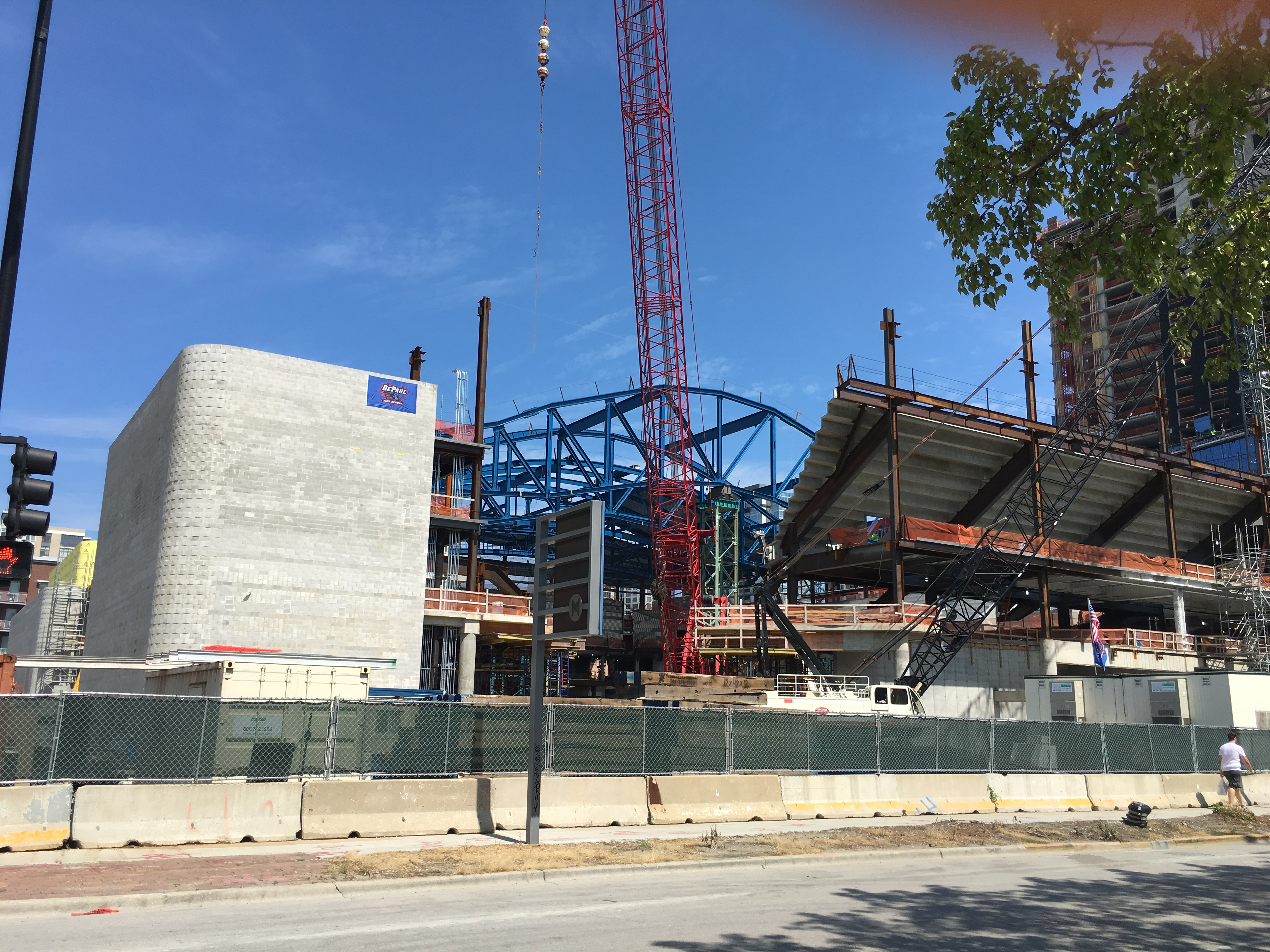
Die Baustelle im August 2016